# مانويل مينديز
مانويل مينديز (بالبرتغالية: Manuel Mendes‏) هو ملحن ومدرس برتغالي، ولد في 1547 في لشبونة في البرتغال، وتوفي في 24 سبتمبر 1605 في يابرة في البرتغال.

## وصلات خارجية
- مانويل مينديز على موقع ميوزك برينز (الإنجليزية)